# Camps de Cal Magre
Els Camps de Cal Magre és un grup de camps de conreu del terme municipal de Sant Quirze Safaja, a la comarca del Moianès, en territori del poble de Bertí.
Es tracta d'uns camps de conreu situats al costat nord de la masia de Cal Magre i al nord-oest de l'església de Sant Pere de Bertí. Es troben al sud de les restes de la masia de Bernils, al nord-est del Sot de Querós, a l'esquerra de la capçalera del torrent de l'Ullar.

## Etimologia
Es tracta d'un topònim romànic modern de caràcter descriptiu: expressa exactament el que signifiquen aquestes paraules de forma literal.